# Schlachtgeschwader 9
9-я эскадра непосредственной поддержки войск (сокращённо SG9 нем. Schlachtgeschwader 9) — эскадра штурмовой авиации люфтваффе. В отличие от других немецких штурмовых эскадр специализировалась на борьбе с танками.
18 октября 1943 года на основе отдельных эскадрилий истребителей танков была сформирована IV-я группа эскадры (IV.(Pz)/SG9). 7 января следующего, 1945 года, сформирована 1-я группа ((I.(Pz)/SG9). IV.(Pz)/SG9 использовала Hs-129B, I.(Pz)/SG9 — Ju-87G (две эскадрильи) и FW-190 оснащённые реактивными снарядами Panzerblitz (одна эскадрилья). 
Бортовой код эскадры — P8.